# Власатица
Власатица (болг. Власатица) — село в Болгарии. Находится в Врачанской области, входит в общину Враца. Население составляет 329 человек.

## Политическая ситуация
В местном кметстве Власатица, в состав которого входит Власатица, должность кмета (старосты) исполняет Румен Борисов Горанов (независимый) по результатам выборов.
Кмет (мэр) общины Враца — Тотю Младенов Младенов (Граждане за европейское развитие Болгарии (ГЕРБ)) по результатам выборов.